# Élections générales maltaises de 1996
Les élections générales maltaises de 1996 (en anglais : Maltese general election, 1996) permettent d'élire les députés de la vingtième législature de la Chambre des représentants, pour un mandat de 5 ans.

## Résultats
| Parti politique             | Siège de député |
| --------------------------- | --------------- |
| Parti travailliste de Malte | 35              |
| Parti nationaliste          | 34              |